# Рынгач (река)
Рынгач (укр. Рингач) — река на Украине, протекает по территории Днестровского и Черновицкого районов Черновицкой области. Левый приток Прута (бассейн Дуная).
Длина реки 42 км, площадь водосборного бассейна — 197 км². Долина V-образная, шириной до 2,2 км. Пойма двусторонняя, чередуется по берегам, шириной от 20 до 90 м. Русло умеренно извилистое, шириной от 1—2 м (в верхнем течении) до 5—6 м (в низовьях). Уклон реки 2,8 метра на километр. В нижнем течении имеются пруды.
Берёт начало на южных склонах Хотинской возвышенности, северо-западнее села Шиловцы. Течёт преимущественно на юго-восток (местами на юг), впадает в Прут на юго-восточной окраине села Тарасовцы, что восточнее города Новоселица.
На реке расположены населённые пункты Шиловцы, Санковцы, Рынгач, Маршинцы, Тарасовцы.
В верховьях реки расположена природоохранная территория Шиловский лес.